# Collectanea Mathematica
Collectanea Mathematica is een internationaal, aan collegiale toetsing onderworpen wetenschappelijk tijdschrift op het gebied van de wiskunde en de toegepaste wiskunde. De naam wordt in literatuurverwijzingen meestal afgekort tot Collect. Math. Het tijdschrift is opgericht in 1948. Sinds 2010 wordt het uitgegeven door Springer Science+Business Media, namens de Universiteit van Barcelona. Het verschijnt 3 keer per jaar.